# 秦夷公
秦夷公（？—？），嬴姓春秋时期秦国太子。秦哀公之子，未继位便去世。

## 生平
秦哀公在位时，秦夷公被立为太子。秦夷公早死，未能继位。死后葬于左宫，其子秦惠公继位。